# Alessandro Melazzini
Alessandro Melazzini (* 20. April 1974 in Sondrio) ist ein deutsch-italienischer Journalist, Produzent und Regisseur.

## Leben
Melazzini verbrachte Kindheit und Jugend in Sondrio und besuchte dort das naturwissenschaftliche Gymnasium Carlo Donegani. Nachdem er an der Wirtschaftsuniversität Luigi Bocconi in Mailand einen Abschluss in Volkswirtschaftslehre mit einer Arbeit über Vilfredo Pareto gemacht hatte, zog er nach Deutschland um, wo er ein Studium der Philosophie und deutschen Literatur an der Ruprecht-Karls-Universität Heidelberg absolvierte und eine Magisterarbeit über Selbstmord bei Platon, Seneca und Augustinus verfasste.
Von 2003 bis 2011 arbeitete er mit La Stampa zusammen, schrieb für die kulturelle Sonntagsbeilage des Il Sole 24 Ore und für den Rundfunksender Radio 24 als Kultur- und Gesellschaftskorrespondent aus Deutschland. Außerdem ist er Berater und Übersetzer für den Verlag Bompiani tätig gewesen. Er schreibt u. a. für die Zeitschrift ADESSO.
2010 gründete er seine Produktionsfirma Alpenway Media GmbH mit Sitz in München.
Für seine Leistungen als Unternehmer mit Migrationshintergrund hat ihm die Stadt München den PhönixPreis 2015 verliehen.

## Filme
Mit seiner Firma Alpenway Media GmbH, oder bei anderen Produktionsgesellschaften, inszeniert bzw. produziert er Dokumentarfilme, die regelmäßig auf internationale Festivals eingeladen werden
- Monaco, Italia. Geschichten vom Ankommen in Deutschland (2011)[7]
- Museen Europas. Das Bayerische Nationalmuseum (2012)[8]
- Die Großen Heiligtümer Europas. Altötting (2012)[9]
- Die italienische Art (2013)[10]
- Stilfserjoch. Kreuzweg des Friedens (2014)[11]
- Im Land des Schamanen (2015)[12]
- Wie ein Fluss (2015)[13]
- Veltlin, die Wurzeln einer Liebe (2016)[14]
- Auf den Spuren Elios (2017)[15]
- Im Schatten des Gipfels (2018)[16]
- Der Wert der Vielfalt (2018)[17]
- Hochland (2018)[18]
- Unser Stein (2018)[19]
- La Cicciolina – Göttliche Skandalnudel (2016)[20]
- Das Vermächtnis der Zisterzienser (2019)